# 51 del Pegàs
51 del Pegàs (51 Pegasi) és una estrella de tipus solar en la constel·lació de Pegàs, situada a uns 50 anys llum del sistema solar. Aquest estel va ser el primer planeta extrasolar descobert, 51 del Pegàs b. La notícia del descobriment de l'exoplaneta fou anunciat el 6 d'octubre de 1995 per Michel Mayor i Didier Queloz a la revista Nature. El mètode utilitzat per al descobriment fou el mètode de les velocitats radials.
L'estel 51 del Pegàs és visible amb uns simples binoculars des de la Terra. El seu número al catàleg Hipparcos és el 113357 i el 217014 al Catàleg Henry Draper. Es tracta d'un estel de tipus espectral G5V, semblant al Sol, amb una edat una mica major, estimada en 7.500 milions d'anys i una masa i metal·licitat també majors. El 1996 els astrònoms Baliunas, Sokoloff i Soon pogueren mesurar les línies espectrals H i K del calci II i d'aquesta manera determinaren que el període de rotació de l'estrella és de 37 dies.

## El sistema planetari de 51 Pegasi
Pel que se sap actualment, el sistema planetari de 51 del Pegàs està format per un sol planeta, 51 del Pegàs b, un planeta orbitant a 0,05 unitats astronòmiques i amb una excentricitat menyspreable. El mètode de velocitats radials permet mesurar el producte de la massa del planeta pel sinus de l'angle d'inclinació orbital: m·sini = 0,468 ± 0,007 (mesurat en masses de Júpiter). Un valor tan elevat de la massa és únicament compatible amb un gegant gasós tipus Júpiter. Les variacions de velocitat radial tenen una amplitud de 59 m/s i mostren un període orbital de 4.239 ± 0.001 dies. És possible l'existència d'un company planetari de massa menor.
El descobriment del primer planeta extrasolar va constituir un important èxit de la investigació astronòmica, ja que mostrà als astrònoms que planetes de tipus gegant podien existir en òrbites de períodes molt petits. Una vegada que es va veure que aquests planetes podien existir es van produir molts descobriments de planetes similars.
| Planeta | Massa (en masses Terrestres) | Període orbital (dies | Semieix major (ua) | Excentricitat |
| ------- | ---------------------------- | --------------------- | ------------------ | ------------- |
| b       | >150 ∼                       | 4.23077 ± 0.00005     | 0.052              | 0,00          |

Coordenades:  22h 57m 27,9s; +20° 46′ 08″